# Megalastrum andicola
Megalastrum andicola är en träjonväxtart som först beskrevs av Carl Frederik Albert Christensen, och fick sitt nu gällande namn av Alan Reid Smith och R. C. Moran. Megalastrum andicola ingår i släktet Megalastrum och familjen Dryopteridaceae. Utöver nominatformen finns också underarten M. a. lehmannianum.